# Barton (Vermont)
Barton is een plaats (town, en een village met dezelfde naam is in de town gelegen) in de Amerikaanse staat Vermont, en valt bestuurlijk gezien onder Orleans County.

## Demografie
Bij de volkstelling in 2000 werd het aantal inwoners van de town vastgesteld op 2780, en die van de village vastgesteld op 742.

## Geografie
Volgens het United States Census Bureau beslaat de town een oppervlakte van
116,4 km², waarvan 113,1 km² land en 3,3 km² water.

## Plaatsen in de nabije omgeving
De onderstaande figuur toont nabijgelegen plaatsen in een straal van 24 km rond Barton.